# Alverfolket
Alverfolket (org. titel: Elfquest) är en tecknad serie skapad av Wendy och Richard Pini 1978.
Originalserien om Alverfolket (som gavs ut i USA mellan 1978 och 1984) består av upplagor nr. 1-20, varav nr. 18-20 aldrig översattes till svenska.  Därefter har Wendy och Richard fortsatt publiceringarna först genom Marvel Comics, sedan genom sitt eget förlag WaRP Comics, efter det genom DC Comics och sedermera genom Dark Horse Comics, med ett team av designers och författare som har bidragit till seriens utveckling.
Serien följer en liten grupp alver, Vargryttarna, som lever i skogen sedan tusentals år tillbaka, i ständig konflikt med människorna som bor i närheten och som inte tål dem. När människorna bestämmer sig för att bränna ner skogen för att slutgiltigt göra sig av med alverna tvingas de fly. Deras sökande efter ett nytt hem leder dem till upptäckten av andra alver, något de inte ens visste fanns, och så småningom till en önskan om att ta reda på var de egentligen kommer ifrån.

## Svenska album i serien[1][2]
1. Vargryttarna
2. Sorgens Ände
3. Utmaningen
4. Vargasång
5. Solens röst
6. Sökandets tid
7. I trollens våld
8. Den gåtfulla skogen
9. Magnetstenen
10. Den förbjudna dungen
11. Fågelandarnas boning
12. Vägvalet
13. Vargryttarnas hemlighet
14. Fällan
15. Sveket
16. Återvändarna
17. Det första kriget

## Övriga upplagor i originalserien
- 18. The Treasure
- 19. Quest's End Part 1
- 20. Quest's End Part 2

Nummer 21 är ett bonusalbum som innehåller tidiga designer och teckningar, samt lite historia kring alverna och deras släkte.

## Fortsatta serier
En lista av vidare publiceringar på engelska finns under "Wikipedia Elfquest Publications".